# Helina ateritegula
Helina ateritegula este o specie de muște din genul Helina, familia Muscidae, descrisă de Feng și Fan în anul 2001.
Este endemică în Sichuan. Conform Catalogue of Life specia Helina ateritegula nu are subspecii cunoscute.